# Alma (sèrie de televisió)
Alma és una sèrie de televisió espanyola de thriller sobrenatural de 2022 creada per Sergio G. Sánchez per Netflix. Mireia Oriol n'interpreta la protagonitza i Álex Villazán, Pol Monen, Claudia Roset, Javier Morgade, Nil Cardoner, María Caballero, Milena Smit i Elena Irureta també formen part del repartiment.
La sèrie es va estrenar el 19 d'agost a Netflix.

## Sinopsi
Després d'un accident d'autocar, Alma, l'única supervivent de l'accident, es desperta en un hospital amb amnèsia. Desorientada i traumatitzada, intenta esbrinar el misteri de l'accident.

## Repartiment
- Mireia Oriol com a Alma
- Álex Villazán
- Pol Monen
- Claudia Roset
- Javier Morgade
- Nil Cardoner
- María Caballero
- Milena Smit
- Elena Irureta
- Marta Belaustegui
- Josean Bengoetxea
- Cándido Uranga
- Katia R. Borlado
- Ximena Vera
- Celia Sastre
- Laura Ubach
- Raúl Tejón
- Alejandro Serrano